# Sisymbrium fugax
Sisymbrium fugax är en korsblommig växtart som beskrevs av Mariano Lagasca y Segura. Sisymbrium fugax ingår i släktet gatsenaper, och familjen korsblommiga växter. Inga underarter finns listade i Catalogue of Life.